# Nerima, Tokyo
Nerima (練馬区 (Luyện Mã khu) Nerima-ku) là một trong 23 khu đặc biệt của Tokyo, Nhật Bản.
Tính đến năm 2010, khu này có dân số ước tính 713.125 và mật độ 14.810 người trên một km². 12.897 người nước người đăng ký thường trú tại khu này. 18.4% dân số khu trên 65 tuổi. Tổng diện tích khu là 48.16 km².

## Địa lý
Nerima nằm ở rìa phía tây bắc trong 23 khu đặc biệt của Tokyo. Giáp ranh của nó là các khu đặc biệt Itabashi (phía đông), Suginami, Toshima và Nakano (ở phía nam), cũng như các thành phố Musashino (về phía tây nam) và Nishitōkyō (phía tây). Về phía bắc giáp ba thành phố của Saitama: Wako, Asaka và Niiza.

## Nổi tiếng
Phường Kutsukimi, Quận Nerima là nơi sống của các nhân vật trong truyện tranh Doraemon.